# The Bukharian Times
The Bukharian Times (в переводе Бухарские времена) — еженедельная подписная газета общины бухарских евреев в США.
Газета организована в 1996 году общественным деятелем Борисом Кандовым, президентом Конгресса бухарских евреев, деятельность которого получила международное признание во многих странах мира, в том числе в Узбекистане и Таджикистане. Главное управление газеты находится в главном здании Конгресса бухарских евреев, которое расположено в районе Форест-Хилс боро Куинс города Нью-Йорка (США). Именно в Куинсе проживает основная часть общины бухарских евреев США. Большинство бухарских евреев переехало в США начиная с начала 1980-х годов. В конце 1980-х и начале 1990-х годов их поток в США, Израиль и другие страны резко увеличился.

## Характеристика
Основная часть материала издаётся на русском языке. Также публикуются отдельные колонки и разделы на еврейско-таджикском, таджикском, узбекском и английском языках. The Bukharian Times является одной из последних газет в мире, издающих материал на родном языке бухарских евреев — еврейско-таджикском языке, который становится всё менее популярным среди потомков бухарских евреев. Тематика газеты универсальна. В ней издаются материалы и новости, касающиеся экономики, политики, истории, религии, языков, культуры и других сфер. Штат газеты составляет менее 20 человек, большинство которых имеют учёные степени. Главным редактором в настоящее время является уроженец Самарканда — Рафаэль Некталов. Общий тираж The Bukharian Times на январь 2016 года составлял 10 000 экземпляров. Газета популярна не только в общине бухарских евреев, но и среди других русскоязычных иммигрантов из бывшего СССР.